# ラーンチー
ラーンチー（ヒンディー語: राँची, [ɾä̃ː.t͡ʃiː] ラーチー; 英語: Ranchi） は、インドのジャールカンド州の州都である。
ラーンチ、ランチーとも表記する。
2011年現在の人口は約107万人。

## 地理
高原に位置し、冷涼な気候である。

## 交通
航空
- ビルサ・ムンダ空港（空港コード:IXR）

道路
- NH23
- NH33
- NH75